# Jörgen Olsson (brottare)
Anders Jörgen Olsson,  född 18 december 1968 i Malmö, är en svensk brottare grekisk-romersk stil, tränare, ledare och även författare. Jörgen deltog som aktiv i 5 europamästerskap (1990, 1991, 1992, 1993, 1994), 3 världsmästerskap (1991, 1993, 1994), samt 1 olympiskt spel (Barcelona 1992). Lägg därtill 1 europamästerskap för juniorer (1988). Jörgens aktiva brottarkarriär inleddes i Malmöklubben IK Sparta, och därefter i Limhamns Brottarklubb. Det blev ett JSM guld 1988 följt av ett EM brons för juniorer samma år. Seniorkarriären resulterade i 4 SM-guld (1991, 1992, 1994, 1995), 1 NM-guld (1991), VM-silver (1991) samt EM-guld (1993).  
Jörgen har skrivit 2 böcker. Sin självbiografi: Gossen Ruda – Brottarens som försvann (utgiven 2019), och Limhamns Brottarklubbs jubileumsbok: Limhamns Brottarklubbs första femtio år (utgiven 2021). 
Övriga utmärkelser: Årets brottare (Ivars guldsko) 1992, Malmö stads idrottspris 1994, stor grabb 1995, Fyrstadsprofil 2013.